# Del Newman
Del Newman is een Brits dirigent, orkestrator en arrangeur binnen het gebied van de popmuziek. Hij was geboren als Derrick Martin Morrow in Londen. Zijn vader was van West-Indische afkomst, zijn moeder was Iers. Hij werd geadopteerd door de familie Newman toen hij een paar maanden oud was. Hij was vanaf zijn zevende jaar bezig met muziek, onder andere met de cello. Nadat hij de Royal Navy verlaten had studeerde hij muziek in Londen, Exeter en aan het Trinity College of Music. Onderricht kreeg hij onder andere van componiste Elizabeth Lutyens en dirigent Antal Doráti. 
Zijn naam dook voor het eerst op bij het album Gordon Giltrap van de gelijknamige artiest uit 1968. Zijn voornaamste werkzaamheden bestonden uit het op papier zetten voor arrangementen voor begeleidende strijkinstrumenten en soms ook blaasinstrumenten. Op het Eurovisiesongfestival 1980 dirigeerde hij het orkest bij de inzending van Italië, Alan Sorenti (Non so che darei). 
Albums waar hij aan meegewerkt heeft zijn:
- 1968: Dutch cast: Hair
- 1968: Gordon Giltrap: Gordon Giltrap
- 1970: Cat Stevens: Tea for the Tillerman
- 1970: Cat Stevens: Mona Bone Jackson
- 1970: Jade: Fly on strangewings
- 1971: Iain Matthews: If you saw thro' my eyes (nummer Hinge)
- 1971: Peter Sarstedt: Every word is written down
- 1971: Cat Stevens: Teaser and the firecat
- 1971: Legend: Moonshine
- 1971: Carly Simon: Anticipation
- 1971: Gordon Giltrap: A testament of time
- 1971: Rupert Hine: Pick up a bone
- 1971: Ten Years After: A space in time
- 1972: Joan Armatrading: Whatever’s for us
- 1972: Peter Frampton: Wind of change
- 1972: John Cale: The academy in peril
- 1972: Harry Nilsson: Son of Schmilsson
- 1972: Linda Lewis: Lark
- 1972: Earl Jordan: Jordan
- 1972: Cat Stevens: Catch bull at four
- 1972: Rick Springfield: Beginnings
- 1972: Family: Bandstand
- 1972; Cass Elliot: The road is no place for a lady
- 1973: Nicky Hopkins: Tin man was a dreamer
- 1973: Mike Silver: Troubadour
- 1973: Paul Simon: There goes rhymin' Simon
- 1973: Davey Johnstone: Smiling face
- 1973: Philip Goodhand-Tait: Philip Goodhand-Tait
- 1973: Family: It’s only a movie
- 1973: Elton John: Goodbye Yellow Brick Road
- 1973: Donovan: Essence to essence
- 1973: Duffy Power: Duffy Power
- 1973: Roger Daltrey: Roger Daltrey
- 1973: Matthew Fisher: Journey’s end
- 1973: Paul McCartney en Wings: Band on the Run
- 1973: Scott Walker: Stretch
- 1973: Andy Williams: Solitaire
- 1974: Longdancer: Longdancer
- 1974: Roger Glover: The Butterfly Ball and the Grasshopper’s Feast
- 1974: Leo Sayer: Silverbird
- 1974: Brian Protheroe: Pinball
- 1974: Matthew Fisher: I’ll be there
- 1974: Elton John: Caribou
- 1974: Cat Stevens: Buddha and the Chocolate Box
- 1974: Charles Aznavour: A Tapestry Of Dreams

- 1975: Charles Aznavour: Hier... encore
- 1975: Charles Aznavour: I Sing For... You
- 1975: Neil Sedaka: Sedaka's back
- 1975: Brian Protheroe: Pick up
- 1975: Amazing Blondel: Inspiration
- 1975: Art Garfunkel: Breakaway
- 1975: Justin Hayward en John Lodge: Blue Jays
- 1975: Max Merritt (en) & The Meteors: A little easier
- 1975: Shirley Bassey: Good, bad but beautiful
- 1975: Catherine Howe: Harry
- 1976: Tommy Bolin Band: Private eyes
- 1977: Rod Stewart: Foot loose & fancy free
- 1977: 10cc: Deceptive Bends
- 1977: Diana Ross: Baby, it’s me
- 1977: Alfalpha: Alfalpha
- 1977: Rosemary Clooney: Nice to be around
- 1978: The Three Degrees: New dimensions
- 1978: Rod Stewart: Blondes have more fun
- 1978: Cat Stevens: Back to earth
- 1978: Charles Aznavour: Je n'ai pas vu le temps passer
- 1979: George Harrison: Geore Harrison
- 1979: Art Garfunkel: Fate for breakfast
- 1979: Michael Johnson: Dialogue
- 1979: Randy VanWarmer: Warmer
- 1980: Steel Pulse: Reggae forever
- 1980: Squeeze: Argybargy
- 1980: Rod Stewart: Foolish behaviour
- 1981: Diana Ross: To love again
- 1981: Art Garfunkel: Scissors cut
- 1981: Squeeze: East Side story
- 1981: Dukes: The Dukes
- 1982: Squeeze: Sweets from a stranger
- 1984: Steel Pulse; Earth crisis
- 1985: Andrew Lloyd Webber: Ovation
- 1987: Françoise Hardy: Love songs
- 1987: Steve Taylor: I predict 1990
- 1987: Art Garfunkel: Lefty
- 1993: Art Garfunkel: Up 'til now
- 1994: Elaine Page: Piaf
- 1995: Soundtrack Blood Brothers
- 1995: Dana Gillespie: Andy Warhol
- 1998: Gordon Giltrap: Troubadour

Verder arrangeerde hij werk voor Asha Puthli. Hij arrangeerde de strijkers achter Aznavour in diens wereldhit She. Hij schreef ook een boek over zijn werk: A touch of God, It’s only rock and roll.
- Library of Congress Control Number: n96004753
- MusicBrainz: 1da3639f-2e13-46eb-9814-ff5c61af2362
- Nederlandse Thesaurus van Auteursnamen: 070839360
- Virtual International Authority File: 60149366349885602490
- WorldCat: E39PBJhxkKG4GpkCFHVFqCrDv3